# Європейська публічна служба
Європейська публічна служба – загальний термін, що застосовується до всіх співробітників, які обслуговують інституції та агентства Європейського Союзу (ЄС). Хоча наймання іноді здійснюється спільно, кожна установа відповідає за власні внутрішні структури та ієрархії.

## Принципи публічної служби
Правила, принципи, стандарти та умови роботи європейської публічної служби викладені в Регламенті про персонал.
У 2012 році Європейський омбудсман узагальнив наступні п’ять принципів публічної служби, які мають застосовуватися до всього персоналу інституцій ЄС:
1. Відданість Європейському Союзу та його громадянам
2. Цілісність
3. Об'єктивність
4. Повага до інших
5. Прозорість

## Персонал
Публічну службу Європейської комісії очолює генеральний секретар. Згідно з даними, оприлюдненими Комісією, у бюджеті на 2016 рік комісією було найнято 24 428 осіб як посадові особи та тимчасові працівники. Крім них, додатково працевлаштовано 9066 осіб; це переважно люди, найняті за контрактами з обмеженим часом (на жаргоні їх називають «контрактними агентами»), співробітники, відряджені з національних адміністрацій (так звані «відділені національні експерти»), або стажери (які називаються «stagiaires»). Найбільшим генеральним директоратом є Генеральний директорат з питань перекладу з 2261 співробітником.

### Популярна термінологія
В англійськомовній пресі європейських публічних службовців іноді називають «єврократами» (термін придумав Річард Мейн, журналіст і особистий помічник першого президента Єврокомісії Вальтера Галльштейна). Високопосадовців іноді називають «європейськими мандаринами».
Ці терміни іноді помилково вживаються англомовною пресою, як правило, як принизлива образа, для опису членів Європейського парламенту або єврокомісарів. Члени Європарламенту є безпосередньо обраними представниками, тоді як єврокомісари, незважаючи на те, що їх часто плутають з публічними службовцями, є політиками, які займають публічні посади та підзвітні Європейському парламенту. Подібно до урядових міністрів на національному рівні, вони вказують напрямок політики публічної служби.

### Національність
Станом на 1 січня 2018 року є співробітники з усіх держав-членів, причому найбільшою групою є бельгійці (15,7% – 5 060 із 32 196). Серед великих держав-членів 12,1% були італійцями, 9,9% французами, 7,5% іспанцями, 6,7% німцями, 4,4% поляками та 2,8% британцями.
Більшість органів управління розташовано в бельгійській столиці. Часто ті штати, які недостатньо представлені в службі, як правило, мають більше своїх громадян у вищих рангах.

### Кваліфікація
Кваліфікація, необхідна для вступу на європейську публічну службу, залежить від того, чи є робота спеціалістом, і від ступеня. Однією з вимог до вступу на європейську публічну службу є те, що кандидат володіє принаймні двома офіційними європейськими мовами, однією з яких має бути англійська, французька або німецька. Кандидати, рідною мовою яких є англійська, французька або німецька, повинні пройти конкурс на вступ на одну з двох інших офіційних мов.
Перед своїм першим підвищенням посадові особи повинні продемонструвати знання третьої офіційної мови ЄС.
Кандидат також повинен мати перший ступінь з будь-якої дисципліни з дипломом, виданим університетом з будь-якої країни-члена ЄС, або, якщо він виданий університетом з країни, що не є членом ЄС, він повинен бути омологований принаймні однією з них, щоб мати право. Служби традиційно приймали на роботу кандидатів зі ступенем права, економіки або аудиту; конкуренція є жорсткішою для випускників усіх інших спеціальностей, хоча процедура відкритих конкурсів, відомих як "Конкурси", зараз переглядається.

### Класи
Персонал поділяється на ряд класів: від AD 5, наймолодшого рівня адміністратора, до AD 16, який є генеральним директором (AD = адміністратор). Поряд з категорією AD є AST (асистент). Тепер публічні службовці можуть підвищуватися з рівня AST до рівня AD, що раніше було неможливо (див. нижче); однак на практиці оцінки залишаються закріпленими.  Хоча теоретично просування по службі залежить від заслуг, багато керівних посад зараз обіймають посадовці, «десантовані» з держав-членів. Більше того, кадрові реформи, запроваджені у 2004 році, суттєво зменшили можливості для просування по службі та створили підрозділи в службі, при цьому ті, хто вступив до 2004 року, користуються більшою оплатою та привілеями. Згідно з власною внутрішньою статистикою комісії, незважаючи на те, що нові чиновники мають в середньому вісім років досвіду роботи, в середньому знадобиться понад 40 років, щоб піднятися з 5 до 16 року нашої ери.
До цієї нової системи, запровадженої у 2000-х (десятиліття), публічні службовці традиційно поділялися на чотири категорії. «A» — це розробка політики (те, що зараз називається AD), «B» — впровадження, «C» — секретарство, а «D» — водії та кур’єри (всі B, C і D тепер є частиною категорії AST). У кожній категорії були різні оцінки. Раніше основні ранги були у формі від A8 (нове призначення без попереднього досвіду роботи) до A1 (генеральний директор).

### Зарплата та надбавки
Публічні та інші службовці ЄС працюють 40 годин на тиждень, хоча теоретично вони можуть працювати 24/7. Вони отримують мінімум 24 дні відпустки на рік (максимум 30), з додатковими відпустками, що залежать від віку, посади, але не від відстані до рідної країни (зараз це фіксована ставка 2,5 дні для всіх).
Найнижчі класи отримують від 1618,83 євро брутто (FG 1 крок 1) щомісяця, тоді як найвищі класи (AD 15–16 – тобто генеральні директори наприкінці кар’єри) отримують від 14 822,86 євро до 16 094,79 євро на місяць. Ця зарплата оподатковується в ЄС, а не на національному рівні. Оподаткування коливається від 8% до 45% залежно від індивідуальних обставин. Це сплачується до бюджету Спільноти.
Заробітки збільшуються за рахунок надбавок, таких як надбавки для тих, хто проживає за межами своєї країни, тих, хто є основним заробітком у своїй родині, тих, хто має дітей на денній формі навчання, і тих, хто переїжджає додому, щоб зайняти посаду або залишити службу. Заробітки також зменшуються різними додатковими податками (тобто «спеціальним збором», псевдонімом «кризовий збір», запровадженим у 1973 році та регулярно зростаючим щороку) та індексами (для співробітників ЄС, які працюють за межами Брюсселя).
За внесок у розмірі 2% основної заробітної плати працівникам надається медичне страхування, яке покриває максимум 85% витрат (100% у разі серйозної травми). Працівники мають право на відпустку по догляду за дитиною тривалістю шість місяців на кожну особу та дитину, протягом якої вони отримують надбавку, і мають (станом на січень 2014 року) можливість продовження ще на 6 місяців із меншою надбавкою.
З 1 травня 2004 року заробітна плата для нових працівників була значно знижена в результаті значної кількості реформ, проведених Комісаром Нілом Кінноком. Співробітники, які виконують однакову роботу, можуть отримувати дуже різну заробітну плату, залежно від дати найму на роботу. Кар'єра також зазнала значних змін, оскільки нові співробітники, як правило, становлять «другий ешелон» працівників з обмеженими управлінськими перспективами. Як наслідок цих змін, установи з труднощами набирають персонал з певних країн, таких як Великобританія, Люксембург, Данія, оскільки заробітна плата в них така ж або нижча, ніж у їхній країні. Наприклад, заробітна плата генерального директора є нижчою за заробітну плату, на яку міг би розраховувати керівник вищої ланки зі схожими обов'язками наприкінці своєї кар'єри у Великій Британії, а в деяких країнах (наприклад, у Люксембурзі) найнижча заробітна плата (FG I - FG II) є навіть нижчою за встановлену законом мінімальну заробітну плату у відповідній країні, що ставить під сумнів законність таких умов працевлаштування.
У січні 2010 року Європейська комісія подала до суду на держави-члени ЄС через відмову держав-членів дотримуватися давньої формули, згідно з якою зарплата персоналу європейських інституцій індексується на зарплату національних публічних службовців. Формула призвела до коригування зарплати на 3,7%, але рада, що представляє країни-члени, була готова надати підвищення зарплати лише на 1,85%. У листопаді 2010 року Європейський суд постановив, що немає правових підстав для підвищення зарплати до 1,85%. Було зазначено, що судді Європейського суду, які прийматимуть рішення у цій справі, самі отримають вигоду від будь-якого погодженого підвищення зарплати. Слід зазначити, що індекс публікується та застосовується півтора року пізніше, і ця затримка викликає суперечки, як у 2010 році (повна криза), де має бути застосовано адаптацію, пов’язану з підвищенням заробітної плати національних публічних службовців з 2007 по 2008 рік; тоді як у 2011 році індекс був уже негативним (оскільки заробітна плата в країні була знижена).

### Пенсії
Працівники сплачують близько 11,3% своєї основної зарплати до пенсійної програми. Ця схема не є окремим, відокремленим пенсійним фондом; радше, пенсійні виплати здійснюються із загального адміністративного бюджету комісії.
Пенсії виплачуються у відсотках від останньої основної заробітної плати, при цьому відсоток збільшується на річну ставку нарахування (фіксований відсоток за рік стажу) до 70%. Достроковий вихід на пенсію можливий з 58 років, але із зменшенням пенсії на фіксований коефіцієнт зниження пенсії за рік до досягнення пенсійного віку. Для працівників, які вступили на службу в 2014 році і пізніше, річний розмір нарахування становить 1,8%, пенсійний вік – 66 років, достроковий вихід на пенсію можливий з 58 років з коефіцієнтом зниження пенсії 3,5%.
Інші умови застосовуються до тих, хто був найнятий до 2014 року: ті, хто вступив на службу в період з 1 травня 2004 року до 31 грудня 2013 року, мають річну ставку нарахування 1,9%, вік виходу на пенсію від 63 до 65 років, той самий граничний вік дострокового виходу на пенсію 58 років і нижчий коефіцієнт зниження пенсії 1,75% для років старше 60 років. Особи, які були на місці до 1 травня 2004 року, мають річну ставку нарахування 2,0%, вік виходу на пенсію від 60 до 65 років, такий самий граничний вік дострокового виходу на пенсію в 58 років і нижчий коефіцієнт зниження пенсії 1,75% для років старше 60 років.
До 1 січня 2014 року діяли інші умови: для тих, хто вступив на службу 1 травня 2004 року або пізніше, пенсійний вік становив 63 роки, а для тих, хто вступив на службу до 1 травня 2004 року, — від 60 до 63 років. Достроковий вихід на пенсію був можливий з 55 років для всіх співробітників із коефіцієнтом зниження пенсії 3,5% на рік до досягнення пенсійного віку, за винятком того, що невеликий відсоток чиновників міг вийти на пенсію достроково без зменшення пенсії, якщо це було в інтересах служби. Щоб пом’якшити зміни, запроваджені з 2014 року, для працівників, які діяли з 1 січня 2014 року, були введені перехідні пенсійні правила, які включали встановлення пенсійного віку для працівників у віці від 55 до 60 років на 1 січня 2014 року, який становив від 60 до 61 року. Перехідні заходи також стосуються дострокового виходу на пенсію: співробітники, яким на 1 січня 2014 року вже виповнилося 54 роки, могли вийти на пенсію, хоча й із застосуванням коефіцієнта зниження пенсії, у 2014 або 2015 році у віці 56 років або в 2016 році у віці 57 років.
До 1 травня 2004 року пенсійний вік становив 60 років. Коли цей вік було підвищено в 2004 році, це супроводжувалося перехідними заходами, щоб він залишався незмінним на рівні 60 років для посадових осіб віком 50 років і старше, а також для посадових осіб, які на 1 травня 2004 року вже виповнили 20 років служби або більше, і він варіювався від 60 років і 2 місяців до 62 років і 8 місяців для посадових осіб, яким на 1 травня було від 30 до 49 років. 2004.

### Набір персоналу
Набір персоналу здійснюється на основі конкурсів, організованих централізовано EPSO (Європейський офіс з відбору персоналу) на основі кваліфікації та потреби в персоналі.

## Організаційна культура
Протягом 1980-х років у комісії переважно домінували французькі, німецькі та італійські культурні впливи, включаючи сувору ієрархічну організацію. Комісарів і генеральних директорів називали за їхнім титулом (французькою мовою), що було більш престижним для осіб вищого рангу. Як сказав один колишній слуга, Дерк Ян Еппінк, навіть після того, як новий персонал склав важкі вступні іспити: «Ті, хто був нагорі, рахувалися за все. Ті, що були внизу, не рахувалися нічого». Одним із прикладів цього був голова кабінету президента Жака Делора, Паскаль Ламі, який був особливо помітним своїм величезним впливом на інших публічних службовців. Він став відомий як Звір Берлемонта, Жандарм і Екзосет через свою звичку наказувати публічним службовцям, навіть генеральним директорам (головам департаментів), «що саме робити – або інакше». Вважалося, що він керує офісом Делора «залізним жезлом», і ніхто не може його обійти чи маніпулювати ним, а тих, хто намагався, «висилають на одну з менш приємних європейських посад».
Проте після розширення ЄС і, отже, прибуття персоналу з багатьох нових держав-членів, відбулися зміни в культурі публічної служби. Нові публічні службовці з північних і східних штатів привнесли нові впливи, тоді як увага комісії більше змістилася на «участь» і «консультації». Більш егалітарна культура взяла верх, коли члени Комісії більше не мали «статусу, еквівалентного богу сонця», і завдяки цьому новому популізму перші жінки були призначені до Комісії в 1990-х роках, а служба отримала свого першого генерального секретаря-жінку в 2006 році ( День Кетрін ). На відміну від 1980-х років, нерідко можна побачити чоловіків без краваток і дітей, які грають у футбол у коридорах. 

### Критика
Стверджується, що через відсутність спільної адміністративної культури європейських публічних службовців об’єднує «спільна місія», яка надає генеральним директоратам особливого ентузіазму ставлення до розробки законопроектів незалежно від намірів комісара. Вони також пов’язані своїми спільними процедурами, за відсутності спільної адміністративної культури, які найкраще відомі Генеральним секретаріатом, який, таким чином, вважається престижним офісом, трохи нижчим за кабінет президента.
Була певна критика, що сильно роздроблена структура ГД витрачає значну кількість часу на війни за територію, оскільки різні департаменти та уповноважені конкурують між собою, як це відбувається в національних адміністраціях. Крім того, генеральні дирекції можуть здійснювати значний контроль над уповноваженим, якщо той не навчиться контролювати свій персонал. Тоді як генеральний директор несе відповідальність за підготовку роботи та документів, кабінет міністрів відповідає за надання політичних вказівок Уповноваженому. Однак на практиці обидва прагнуть отримати частку роботи один одного. Стверджується, що деякі генеральні директори намагаються вплинути на прийняття рішень, надаючи членам комісії інформативні документи якомога пізніше та в обсязі, гарантуючи, що комісар не матиме часу нічого робити, крім прийняття версії фактів, представленої генеральним директором. Роблячи це, ГД конкурує з Кабінетом міністрів, який виконує роль «охоронця» комісара.

## Організаційна структура
Комісія поділяється на департаменти, відомі як генеральні директорати (ГД або служби), кожен з яких очолює генеральний директор, і різні інші служби. Кожна з них охоплює конкретну сферу політики або послуги, такі як зовнішні зв'язки чи переклад, і перебуває під відповідальністю єврокомісара. Генеральні директори готують пропозиції для своїх уповноважених, які потім можуть бути винесені на голосування в колегії уповноважених.
Незважаючи на те, що генеральні директори комісії охоплюють подібні сфери політики, що й міністерства в національних урядах, європейські публічні службовці не обов’язково пройшли навчання або працювали на публічній службі країни до працевлаштування в ЄС. Тому при вступі вони не мають спільної адміністративної культури.